# 添田直輝
添田 直輝（そえだ なおき、1971年 - ）は、日本の建築家。一級建築士。2004年に一級建築士事務所「AE」（東京都台東区）を設立し、代表に就任する。大阪府大阪市生まれ。

## 経歴
1971年、大阪市に生まれる。1995年、東京理科大学理工学部建築学科卒業（担当教官は小嶋一浩）。1997年、東京理科大学大学院小嶋研究室卒業。1998年、建築研究室高安重一事務所に就職し、2003年に同事務所の法人化に伴い、設立された有限会社アーキテクチャー・ラボ取締役に就任。2004年、一級建築士事務所「AE」を設立し、同事務所代表。2011年、株式会社 一級建築士事務所AEに改組し、代表取締役に就任した。

## 受賞

### 建築研究室高安重一事務所時代
- 「白い箱の家」- 高安重一との共同設計。第19回住宅建築賞奨励賞（主催・東京建築士会、2003年）[3]

### 株式会社AE時代
- 「PLATFORM」- 住宅セレクションvol.1　藤森賞（主催・東京建築士会、2005年）[4]
- 「水戸-i」- 今津修平との共同設計。第22回住宅建築賞（主催・東京建築士会、2006年）[3]、 第9回TEPCO快適住宅コンテスト 佳作（主催・東京電力、2006年）[5]
- 鉄道高架下の商業施設「2k540」-グッドデザイン賞（2011年）。建築家として参加。

- 「鉄道高架下の商業空間 [日比谷OKUROJI]」 - グッドデザイン賞（2021年）。渡辺栄治（交建設計株式会社）、野内隆（株式会社スーパーボール）とともに建築家として関わった[6]

## 関連資料
- 『Design Living 3』（エイ出版社、2007年）